# Pimachrysa grata
Pimachrysa grata is een insect uit de familie van de gaasvliegen (Chrysopidae), die tot de orde netvleugeligen (Neuroptera) behoort. 
Pimachrysa grata is voor het eerst wetenschappelijk beschreven door Adams in 1957.